# Sarna noruega
La sarna noruega, también llamada sarna costrosa o sarna hiperqueratósica,  es una forma de presentación clínica de la sarna que fue descrita por primera vez en 1884 por los médicos noruegos Danielssen y Boek.  Está provocada por el parásito Sarcoptes scabiei var. hominis, el mismo agente infeccioso que provoca la sarna común humana, pero se diferencia de esta en la presentación clínica, ya que se produce una respuesta inmunitaria anómala del huésped infectado, lo que hace que el parásito se multiplique con gran rapidez en la piel del individuo afectado, provocando una infestación masiva con más de 1000 ácaros por cm² de piel. La capacidad de contagio es muy alta, por lo que es frecuente que se produzcan brotes desencadenados por un solo individuo afectado, sobre todo en hospitales y residencias de ancianos o enfermos crónicos, aunque los casos secundarios suelen ser de sarna común. Están especialmente predispuestos a presentar sarna noruega las personas con déficit de inmunidad, los afectados por leucemia o linfoma, enfermos de SIDA, pacientes con enfermedades crónicas debilitantes y personas que han sido sometidas a trasplante de órganos. La forma de presentación de la enfermedad es diferente a la de la sarna común, apareciendo placas costrosas que provocan poco picor y están diseminadas por el tronco y extremidades, predominando en manos y pies, el aspecto de las lesiones puede recordar a otras enfermedades de la piel lo que dificulta el diagnóstico.